# Ливенский
Ливенский — упразднённый посёлок в Доволенском районе Новосибирской области России. На момент упразднения входил в состав Ярковского сельсовета. Исключен из учётных данных в 1968 году.

## География
Располагался на севере района, в 8,5 км к северо-востоку от села Ярки.

## История
Посёлок был основан в 1924 году. В 1928 году состоял из 32 хозяйств. В административном отношении входил в состав Ярковского сельсовета Индерского района Новосибирского округа Сибирского края.
Решением Новосибирского облисполкома в 1968 году посёлок исключен из учётных данных.

## Население
По переписи 1926 г. в посёлке проживало 178 человек (77 мужчин и 101 женщина), основное население — русские.